# Cirsonella
Cirsonella is een geslacht van weekdieren uit de klasse van de Gastropoda (slakken).

## Soorten
- Cirsonella aedicula Laws, 1936 †
- Cirsonella africana (Bartsch, 1915)
- Cirsonella amplector Laws, 1944 †
- Cirsonella ateles (Dautzenberg & H. Fischer, 1896)
- Cirsonella carinata (Hedley, 1903)
- Cirsonella congrua (Laws, 1941) †
- Cirsonella consobrina Powell, 1930
- Cirsonella cubitalis (Hedley, 1907)
- Cirsonella densilirata Suter, 1908
- Cirsonella extrema Thiele, 1912
- Cirsonella floridensis (Dall, 1927)
- Cirsonella gaudryi (Dautzenberg & H. Fischer, 1896)
- Cirsonella georgiana (Dall, 1927)
- Cirsonella globosa (Pelseneer, 1903)
- Cirsonella kerguelensis Thiele, 1912
- Cirsonella lata (Laseron, 1954)
- Cirsonella laxa Powell, 1937
- Cirsonella maoria (Powell, 1937)
- Cirsonella margaritiformis (Dall, 1927)
- Cirsonella microscopica (Gatliff & Gabriel, 1910)
- Cirsonella paradoxa Powell, 1937
- Cirsonella parvula Powell, 1926
- Cirsonella pisiformis Powell, 1937
- Cirsonella proava (Marwick, 1931) †
- Cirsonella propelaxa Dell, 1956
- Cirsonella reflecta Laseron, 1954
- Cirsonella romettensis (Granata-Grillo, 1877)
- Cirsonella variecostata Powell, 1940
- Cirsonella waikukuensis Powell, 1937
- Cirsonella waimamakuica Laws, 1948 †
- Cirsonella weldii (Tenison-Woods, 1877)
- Cirsonella zeornata Laws, 1948 †